# Аллос (озеро)
Алло́с (фр. Lac d'Allos) — озеро в департаменте Альпы Верхнего Прованса, Франция, располагается в Западных Альпах на высоте 2229 м над уровнем моря у горы Аваланш в горном массиве Пела на территории Национальном парке Меркантур. Площадь озера — 60 000 м², глубина достигает 50 м. Крупнейшее высокогорное озеро в Европе.

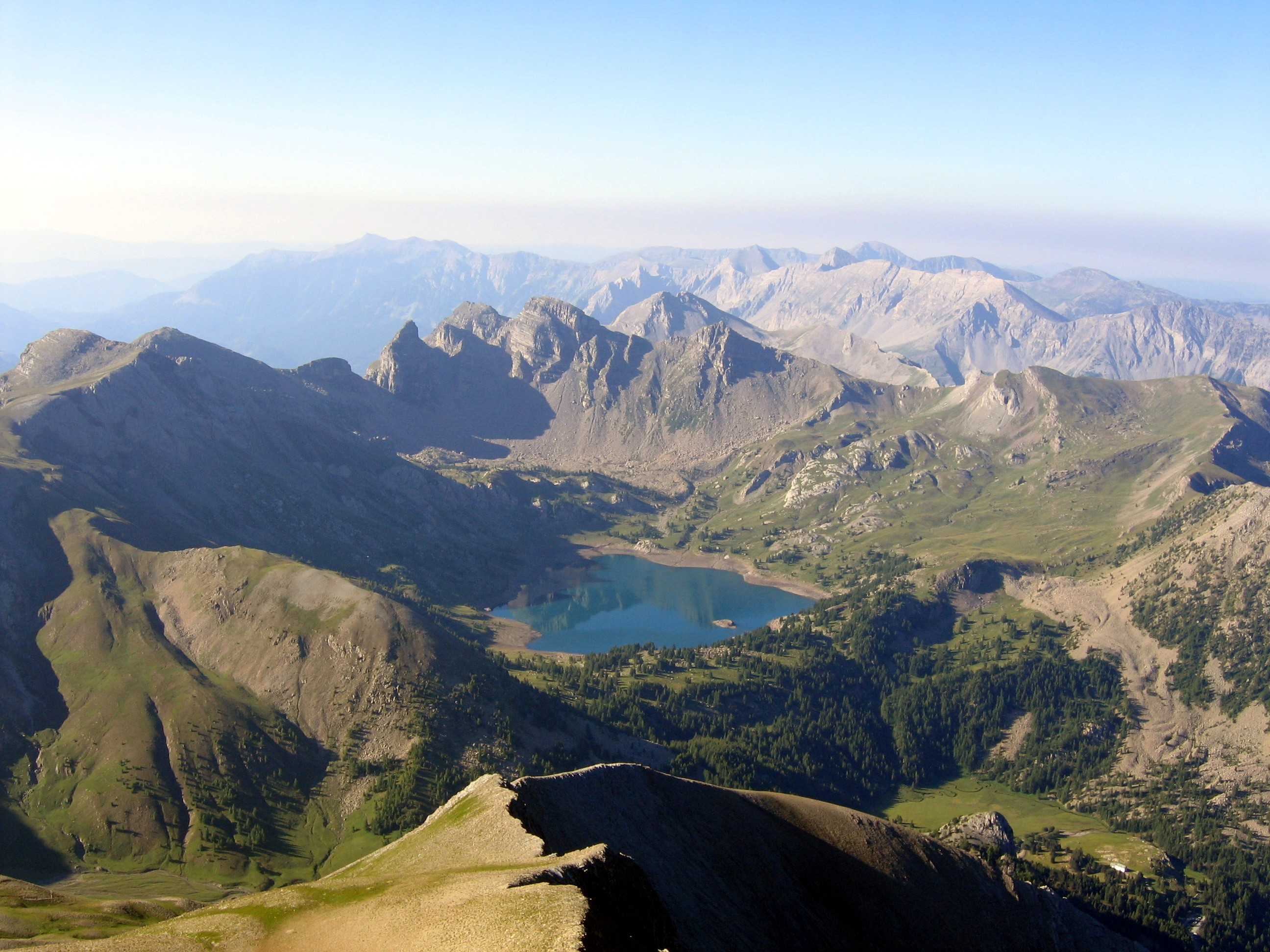
Вид на вершину горного массива Пела и озеро Аллос

В XII веке озеро имело другое название — Лёвёдон.
По происхождению озеро типично ледниковое. В нём водятся большие популяции форели и гольца. Вода озера частично протекает по подземным токам, которые выходят на поверхность в виде источников и, далее, соединяются с рекой Вердон.
На берегах озера раньше располагалась часовня Девы Марии.
На автомобиле путь к озеру завершается на паркинге плато Лаус, далее пешим ходом следует пройти посёлок Вейяр и лес Клюит.